# Medazzaland
Medazzaland er det niende studiealbum fra Duran Duran
1. Medazzaland
2. Big Bang Generation
3. Electric Barbarella
4. Out Of My Mind
5. Who Do You Think You Are
6. Silva Halo
7. Be My Icon
8. Buried In The Sand
9. Michael You've Got A Lot To Answer For
10. Midnight Sun
11. So Long Suicide
12. Undergoing Treatment

Albummet blev udgivet i 1997